# The Sitcom Warriors
The Sitcom Warriors – niemiecki zespół muzyczny, założony w 1999 roku w Berlinie.

## Muzycy
- Jonas Poppe - wokal
- Sebastian Dassé - keyboard
- Hannes Guhl - gitara
- Clemens Lehmann - gitara basowa
- Ran Huber - perkusja

## Dyskografia

### Albumy studyjne i single
- I've Been Waiting For This A Long Time (2003)